# 坂本屋
坂本屋（さかもとや）は、山形県鶴岡市三瀬にある旅館。

## 来歴
- 江戸時代・享保年間、創業。
- 1807年（文化4年）、領内巡行中の庄内藩8代藩主酒井忠器に昼食を献上する。

## 概要
- 館主 - 9代目・石塚亮 （長女に元FISワールドカップ日本代表選手の石塚志乃がいる。）
- 客室数 - 7室
- 収容人員 - 一般40人、団体50人
- 所在住所 - 〒999-7463 山形県鶴岡市大字三瀬己-91
- 緯度経度 - 北緯38度42分11.50秒・東経139度40分00.50秒

## アクセス
- 山形自動車道・鶴岡インターチェンジより、自動車で約15分。
- 日本海東北自動車道・三瀬インターチェンジより、自動車で約4分。（2011年度開通予定）
- 三瀬駅よりタクシーで約2分、徒歩で約15分。

## 主な出典
- 旅館 坂本屋HP - ウェイバックマシン（2000年10月26日アーカイブ分）
- SPOON net